# Lijst van ruimtevluchten naar Jupiter
- NASA: Lucht- en ruimtevaartorganisatie van de Verenigde Staten
- ESA: European Space Agency: samenwerkingsverband Europese landen inzake ruimtevaart

| Nr. | Missie                | Land / Organisatie | Lanceer-datum | Aankomst Jupiter                     | Einde missie                               | Type                          | Resultaten / bijzonderheden |
| --- | --------------------- | ------------------ | ------------- | ------------------------------------ | ------------------------------------------ | ----------------------------- | --- |
| 1   | Pioneer 10            | NASA               | 02-03-1972    | 06-11-1973                           | 01-01-1974                                 | Scheervlucht                  | Contact verloren 23-01-2003 |
| 2   | Pioneer 11            | NASA               | 04-06-1973    | 04-12-1974                           | 01-01-1975                                 | Scheervlucht                  | bezoek Saturnus 09-1979 Contact verloren 30-09-1995 |
| 3   | Voyager 1             | NASA               | 05-09-1977    | 01-1979                              | 13-04-1979                                 | Scheervlucht                  | bezoek Saturnus 11-1980; Interstellaire ruimte; nog steeds contact |
| 4   | Voyager 2             | NASA               | 20-08-1977    | 25-04-1979                           | 05-08-1979                                 | Scheervlucht                  | Bezoek Saturnus (09-1981) Uranus (02-1986) en Neptunus(02-1989), thans interstellair.                                                                                               |
| 5   | Galileo (ruimtesonde) | NASA               | 18-10-1989    | 08-12-1995 sonde atmosfeer 13-7-1995 | 21-09-2003 uit baan in atmosfeer gezonden. | Orbiter en sonde in atmosfeer | Baan rond Jupiter onderzoek manen; afwerpen sonde in atmosfeer. |
| 6   | Ulysses (ruimtesonde) | NASA - ESA         | 06-10-1990    | 08-02-1992                           |                                            | scheervlucht                  | Onderzoek polen Zon; werd met behulp van de zwaartekracht van Jupiter in polaire baan om de zon gebracht                                                                            |
| 7   | Cassini-Huygens       | NASA-ESA           | 15-10-1997    | ca oktober 2000                      | 15-09-2017                                 | Scheervlucht                  | 01-07-2004 in baan rond Saturnus; Cassini in Saturnus’ atmosfeer gestort op 15 september. Huygens is eerste object om op een hemellichaam te landen anders dan de Aarde en de Maan. |
| 8   | New Horizons          | NASA               | 19-1-2006     |                                      | 28-02-2007                                 | Scheervlucht                  | op weg naar Pluto en de Kuipergordel |
| 9   | Juno                  | NASA               | 05-08-2011    | 04-07-2016                           | 07-2021 (gepland)                          | Polaire baan                  | Eerste ruimtesonde op zonne-energie in het systeem van de gasreuzen (Jupiter-Neptunus).                                                                                             |

Zwaartekrachtslinger: Pioneer 11, Voyager 1 en 2, Ulysses, Cassini-Huygens en New Horizons maakten gebruik van de zwaartekracht van Jupiter om voldoende snelheid te krijgen voor hun reis.

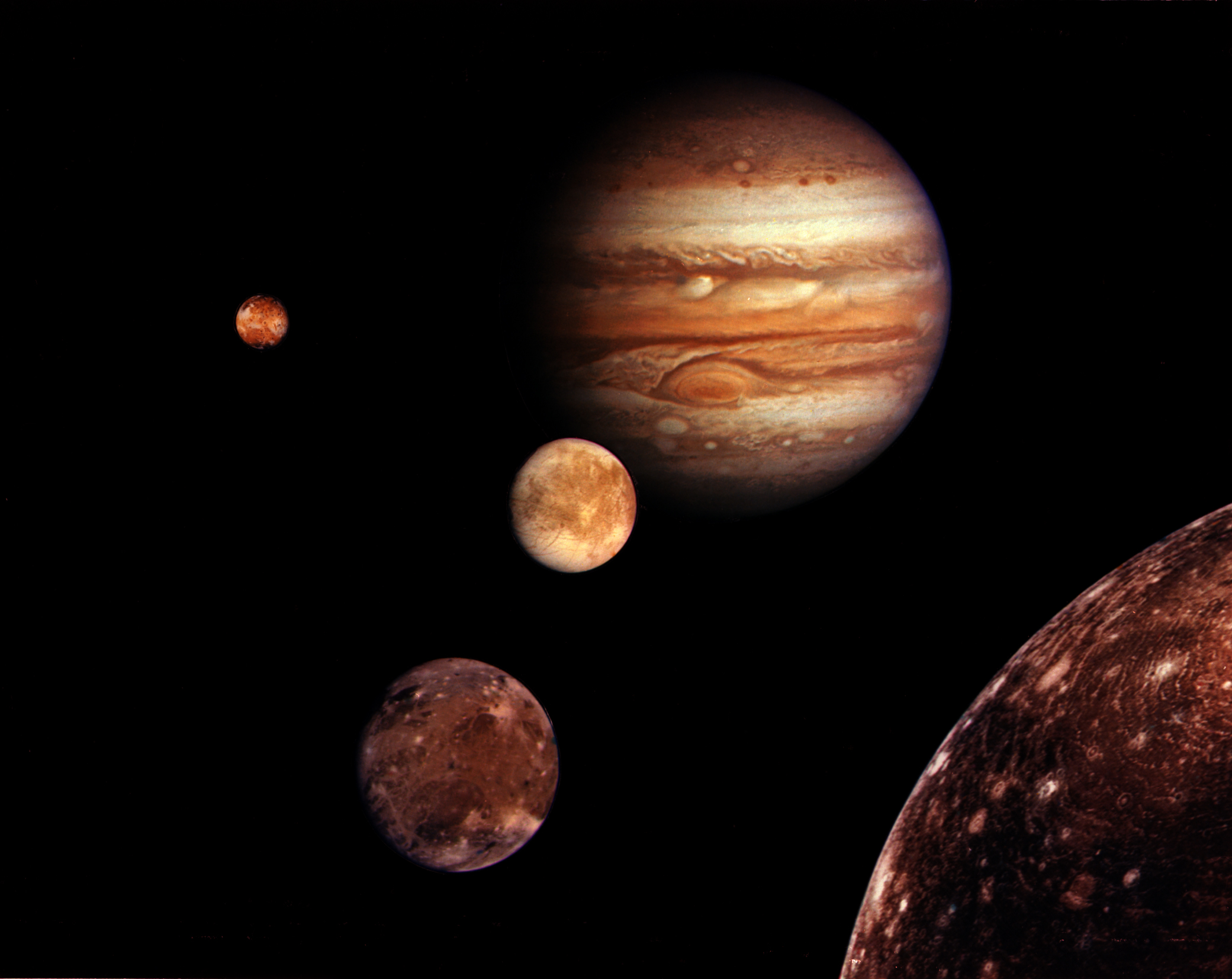
Jupiter en enkele manen
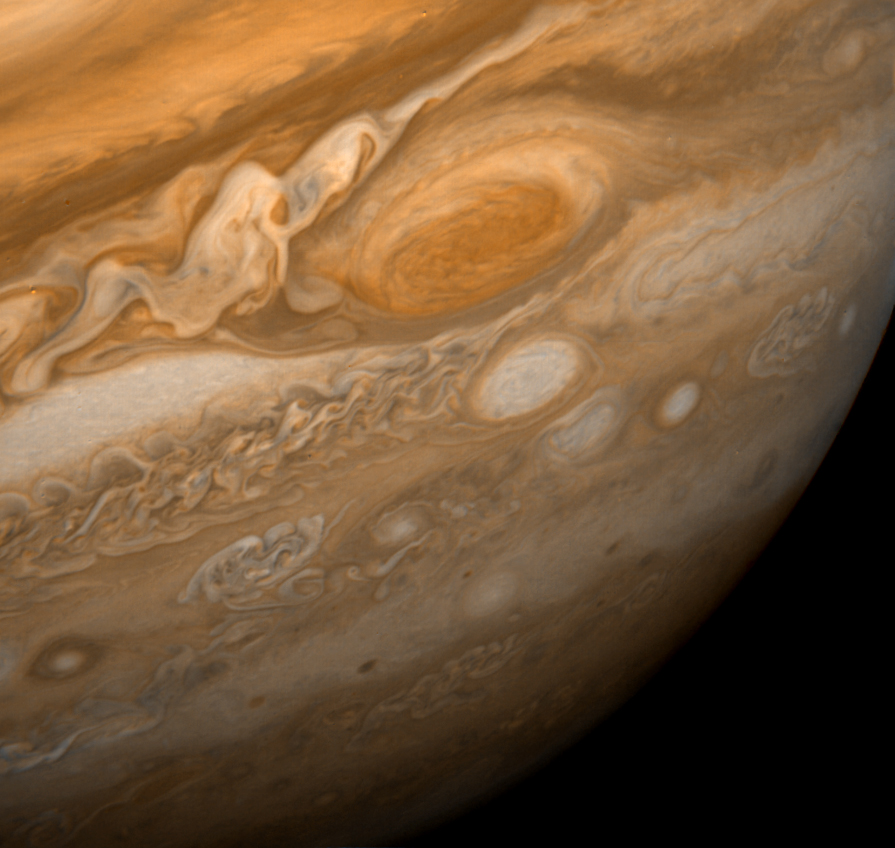
Rode vlek gezien door Voyager 1
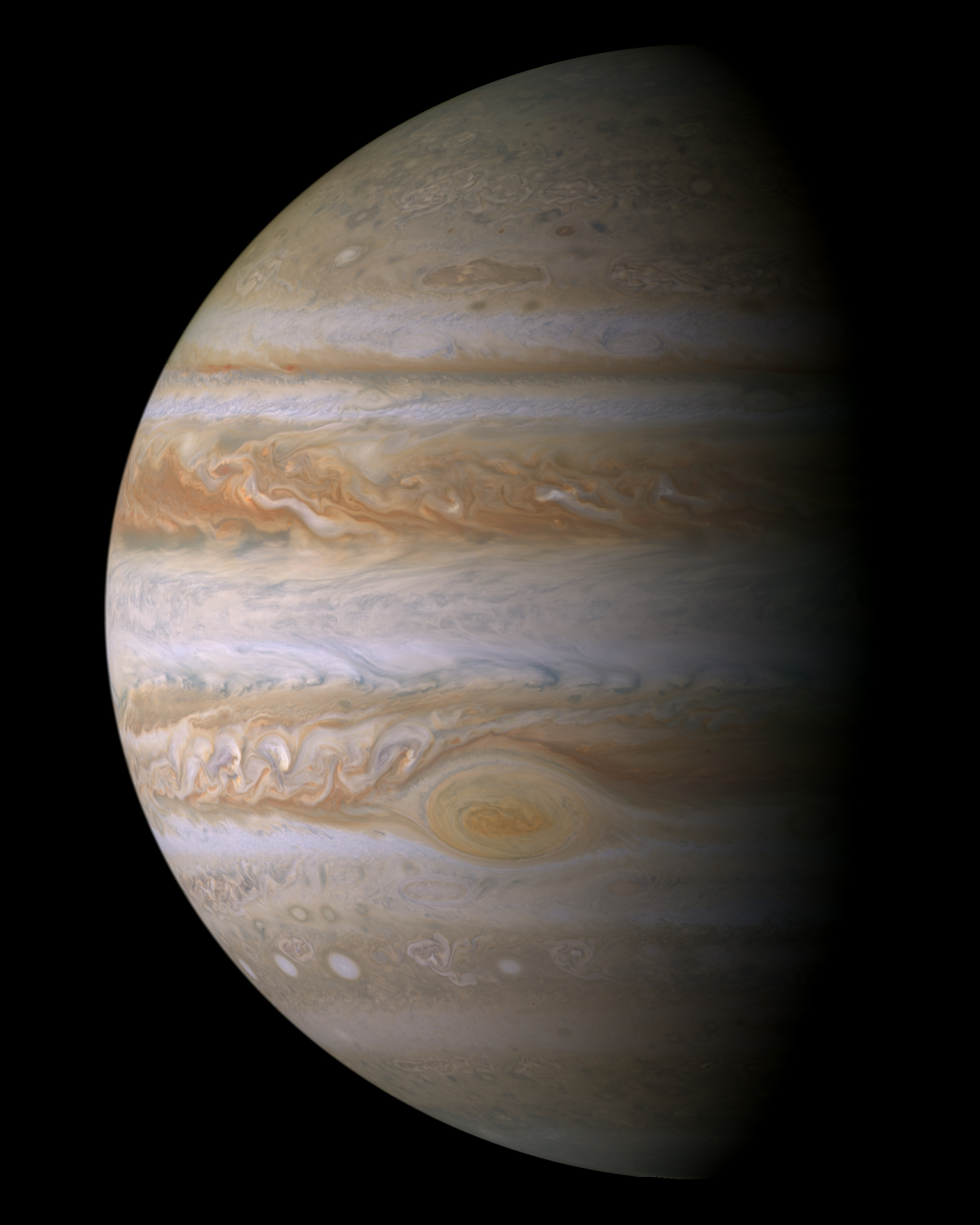
Foto gemaakt door Cassini
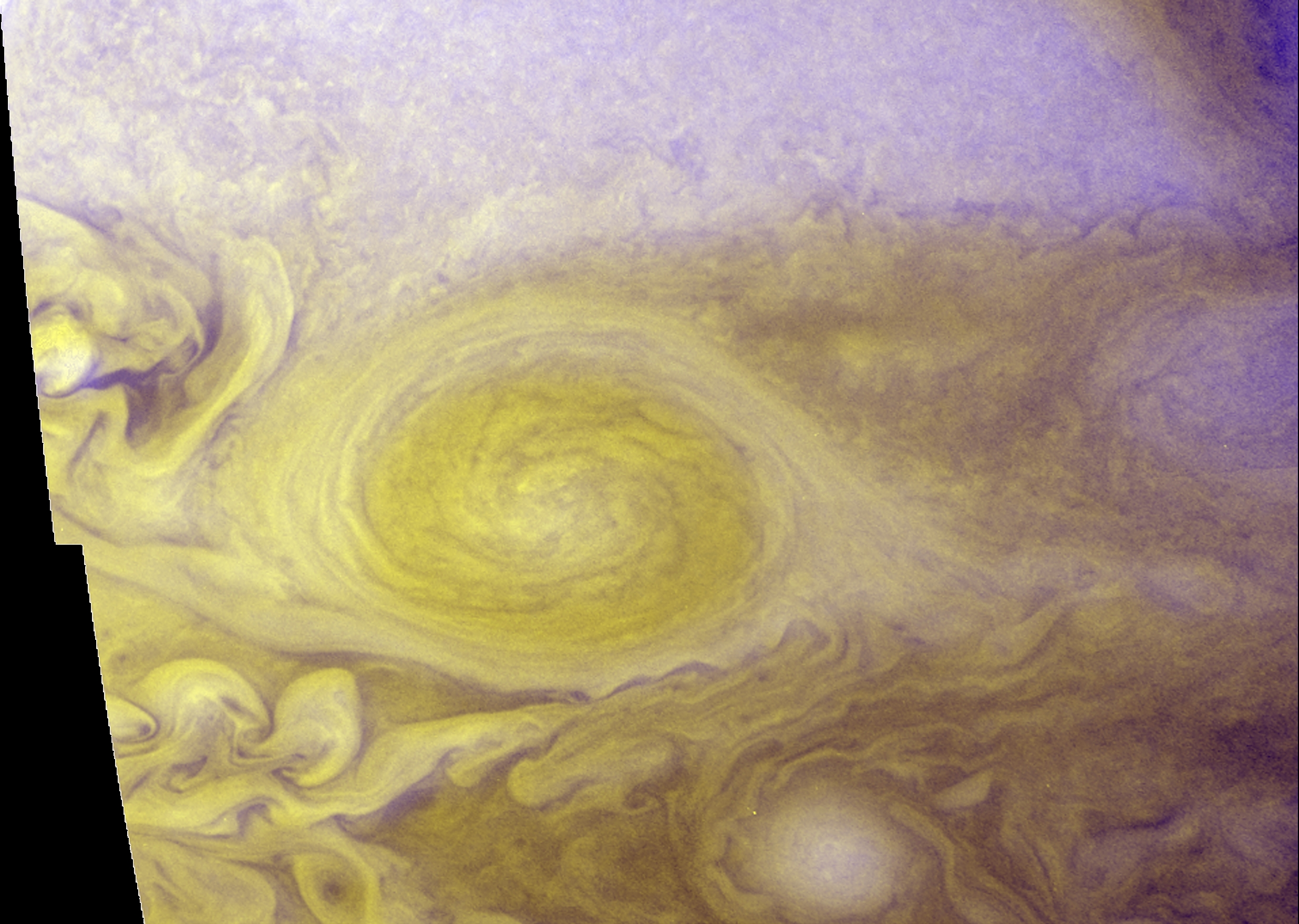
Foto door New Horizons